# Cyathea australis
Espèce
Statut CITES
Cyathea australis est une espèce de fougère arborescente de la famille des Cyatheaceae originaire de l'Est de l'Australie.
Elle peut atteindre 6 m de haut et ses frondes 4 m de long[réf. nécessaire].